# Санакоєв Фелікс Сергійович
Фелікс Сергійович Санакоєв (20 грудня 1939, місто Сталінірі, тепер місто Цхінвалі, Південна Осетія, Грузія — ?) — радянський державний і компартійний діяч, голова виконавчого комітету Південно-Осетинської обласної ради, 1-й секретар Південно-Осетинського обласного комітету КП Грузії. Депутат Верховної Ради СРСР 9—11-го скликань.

## Життєпис
Закінчив середню школу в місті Сталінірі (тепер Цхінвалі).
У 1962 році закінчив географічний факультет Південно-Осетинського державного педагогічного інституту в Цхінвалі.
У 1962—1965 роках — інструктор Цхінвальського районного комітету ЛКСМ Грузії, інструктор Знаурського сільського виробничого комітету ЛКСМ Грузії, інструктор Цхінвальського виробничо-промислового комітету ЛКСМ Грузії, завідувач відділу комсомольських організацій Південно-Осетинського обласного комітету ЛКСМ Грузії.
Член КПРС з 1964 року.
У 1965—1967 роках — інструктор ЦК ЛКСМ Грузії. У 1967 році — завідувач кабінету комсомольської роботи ЦК ЛКСМ Грузії.
У 1967—1972 роках — 1-й секретар Південно-Осетинського обласного комітету ЛКСМ Грузії.
З 1972 року — інспектор відділу організаційно-партійної роботи ЦК КП Грузії.
У 1973 році — 1-й заступник голови виконавчого комітету Південно-Осетинської обласної ради депутатів трудящих.
До листопада 1973 року — голова виконавчого комітету Південно-Осетинської обласної ради депутатів трудящих.
5 листопада 1973 — 22 квітня 1988 року — 1-й секретар Південно-Осетинського обласного комітету КП Грузії.
У 1995 році балотувався до Державної думи Російської Федерації 2-го скликання від блоку «Моё Отечество» від Івановської області по Івановському округу № 78. За підсумками голосування Санакоєв набрав 0,64 % та посів 13 місце серед 15 кандидатів.
Потім — на пенсії в місті Москві.

## Нагороди
- орден Жовтневої Революції
- орден Трудового Червоного Прапора
- орден Дружби народів
- орден «Знак Пошани»
- орден Пошани (Російська Федерація)
- орден Пошани (2010) (Південна Осетія)
- медалі